# جوسيب ماريا بارتوميو
جوسيب ماريا بارتوميو فلوريتا (من مواليد 6 فبراير 1963) هو رائد أعمال إسباني والرئيس السابق لنادي برشلونة. بدأ رئاسته في عام 2014 بعد استقالة ساندرو روسيل؛ واستمر في هذا المنصب حتى استقالته في عام 2020. حل محله الرئيس المؤقت للنادي كارلوس توسكيتس، ومن ثم الفائز بالانتخابات خوان لابورتا.

## المسيرة المهنية
شريك ورئيس تنفيذي لشركتي ADELTE وEFS، خدم بارتوميو في مجلس إدارة نادي برشلونة خلال فترة رئاسة خوان لابورتا (كرئيس لقسم كرة السلة) إلى جانب ساندرو روسيل الذي استقال بسبب خلافات مع الرئيس حينها. ثم عمل كنائب لرئيس برشلونة تحت قيادة روسيل من يوليو 2010 إلى يناير 2014 بعد فوزهم في الانتخابات بنسبة 61.35% من أصوات أعضاء النادي. بعد استقالة ساندرو روسيل في 23 يناير 2014 بسبب ما يُسمى بـ "قضية نيمار" اُنتخب بارتوميو بناءً على قوانين النادي كرئيس الأربعين لبرشلونة لإكمال فترة روسيل.
في أوائل عام 2015 دعا بارتوميو إلى إجراء انتخابات مبكرة لمنصب رئيس النادي تُعقد خلال عام 2015 قبل موعدها الذي كان مقرراً في صيف 2016، وفي 18 يوليو 2015 جرت انتخابات رئاسة النادي وتمكن بارتوميو الحفاظ على منصبه رئيساً للنادي لفتره رئاسية مدتها ستة سنوات بعد أن حصل على نسبة 54.6% من أصوات الناخبين متجاوزا خصمه الرئيسي رئيس النادي السابق المحامي خوان لابورتا الذي حصل على نسبة 33% من الأصوات.
في 27 أكتوبر 2020، أعلن بارتوميو استقالته مع كامل مجلس الإدارة.

## ادعاءات الاحتيال الضريبي
حُقق مع بارتوميو في قضية احتيال ضريبي مزعوم تتعلق بصفقة نيمار إلى جانب الرئيس السابق ساندرو روسيل. كان من المقرر أن يمثل للمحاكمة بعد رفض استئنافه. بعد استئناف آخر، تم الإبلاغ عن أن بارتوميو لن يمثل للمحاكمة بشأن الادعاءات؛ وتم تبرئة روسيل وبرشلونة بالمثل. أسفرت التحريات المكثفة في مكاتب كامب نو صباح الاثنين التي أجرتها شرطة كاتالونيا عن اعتقال بارتوميو إلى جانب الرئيس التنفيذي للنادي أوسكار جراو، المستشار السابق للرئاسة جاومي ماسفيرير، ورئيس القسم القانوني رومان غوميز بونتي.

## انتقادات
في مارس 2021، حُقق معه من قبل الشرطة الكتالونية بسبب حملة تشهير مزعومة ضد برشلونة والمعروفة باسم بارساجيت. اُتهم بارتوميو بتوظيف شركة I3 Ventures لتحسين صورة النادي على وسائل التواصل الاجتماعي وشن حملة تشهير وهجوم ضد بعض نجوم النادي.

## بطولات نادي برشلونة في عهده
حقق برشلونة في عهد بارتوميو أربعة عشر لقباً كما يلي:
- الدوري الإسباني أربع مرات 2014-15 و2015-16 و2017-18 و2018-19
- كأس إسبانيا أربع مرات 2014- 15 و2015-16 و2016-17 و2017-18
- كأس السوبر الإسباني ثلاث مرات كأس السوبر الإسباني 2014 وكأس السوبر الإسباني 2016 وكأس السوبر الاسباني 2018
- دوري أبطال أوروبا 2014– 15
- كأس السوبرالأوروبي 2015
- كأس العالم للأندية 2015

## وصلات خارجية
- موقع بارتيمو الرسمي[وصلة مكسورة]
- صفحة بارتيمو في موقع نادي برشلونة الرسمي